# غاري أوين
غاري أوين (بالإنجليزية: Gary Owen)‏ (7 يوليو 1958 في المملكة المتحدة - ) هو صحفي ولاعب كرة قدم بريطاني في مركز الوسط. شارك مع منتخب إنجلترا تحت 21 سنة لكرة القدم ومنتخب إنجلترا لكرة القدم الرديف. أما مع النوادي، فقد لعب مع شيفيلد وينزداي ومانشستر سيتي ونادي أبويل ونادي بانيونيوس ونادي هاماربي لكرة القدم ووست بروميتش ألبيون وHammarby IF ‏.

## وصلات خارجية
- غاري أوين على موقع قاعدة بيانات كرة القدم.إي يو (الإنجليزية)